# 李邪输
李邪输（？—？），顿丘（今河南省濮阳县）人，北魏尚书令、陈留公李崇之子。
李邪输因为愚昧痴呆而出名，喜欢亲自到市场店铺高价购买货物，被商人们共同嗤笑玩弄。魏收的堂叔魏季景有才能和学问，所任官职和名声都在魏收之上，然而魏季景经常被魏收欺侮轻视。魏季景和魏收初次到并州时，李庶曾对魏收说：“霸朝因此有二魏了。”魏收毫无拘束的说：“用堂叔和我相比，就是用你的堂叔李邪输与你相比。”